# بيل أليسون
بيل أليسون (بالإنجليزية: Bill Allison)‏ (13 يناير 1908 في المملكة المتحدة - 1981 بدرم في المملكة المتحدة) هو لاعب كرة قدم بريطاني (وحمل سابقاً جنسية المملكة المتحدة لبريطانيا العظمى وأيرلندا) في مركز الظهير. لعب مع نادي أرسنال ونادي ليتون أورينت ونادي هارتلبول يونايتد وShildon A.F.C. ‏ وسبنيمور يونايتد ‏ وWalker Celtic F.C. ‏ ودارلينجتون إف سى.